# Acacia leucophloea
Vachellia leucophloea là một loài thực vật có hoa trong họ Đậu. Loài này được (Roxb.) Willd. miêu tả khoa học đầu tiên.

## Hình ảnh

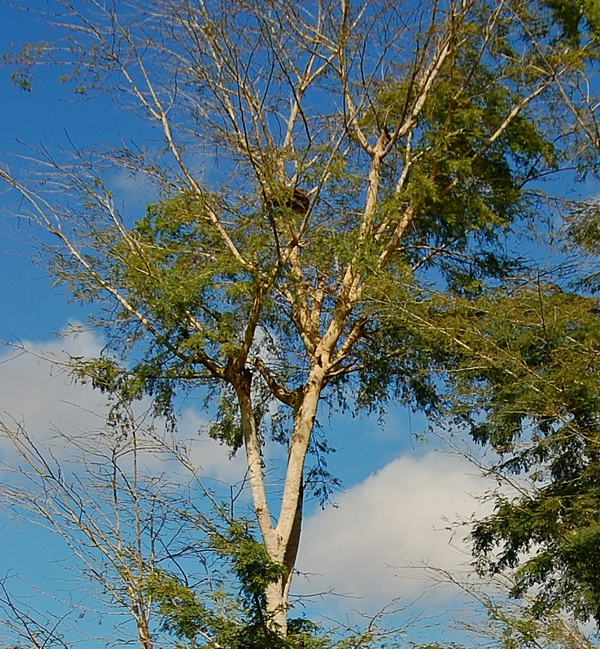
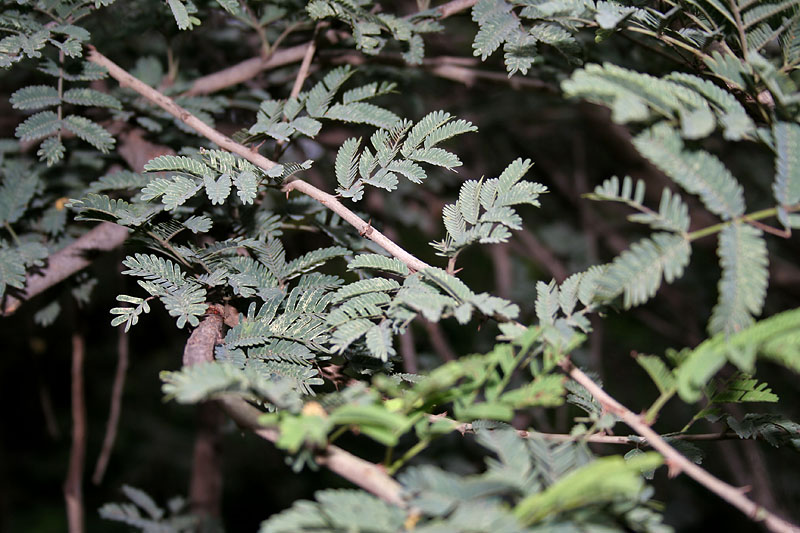
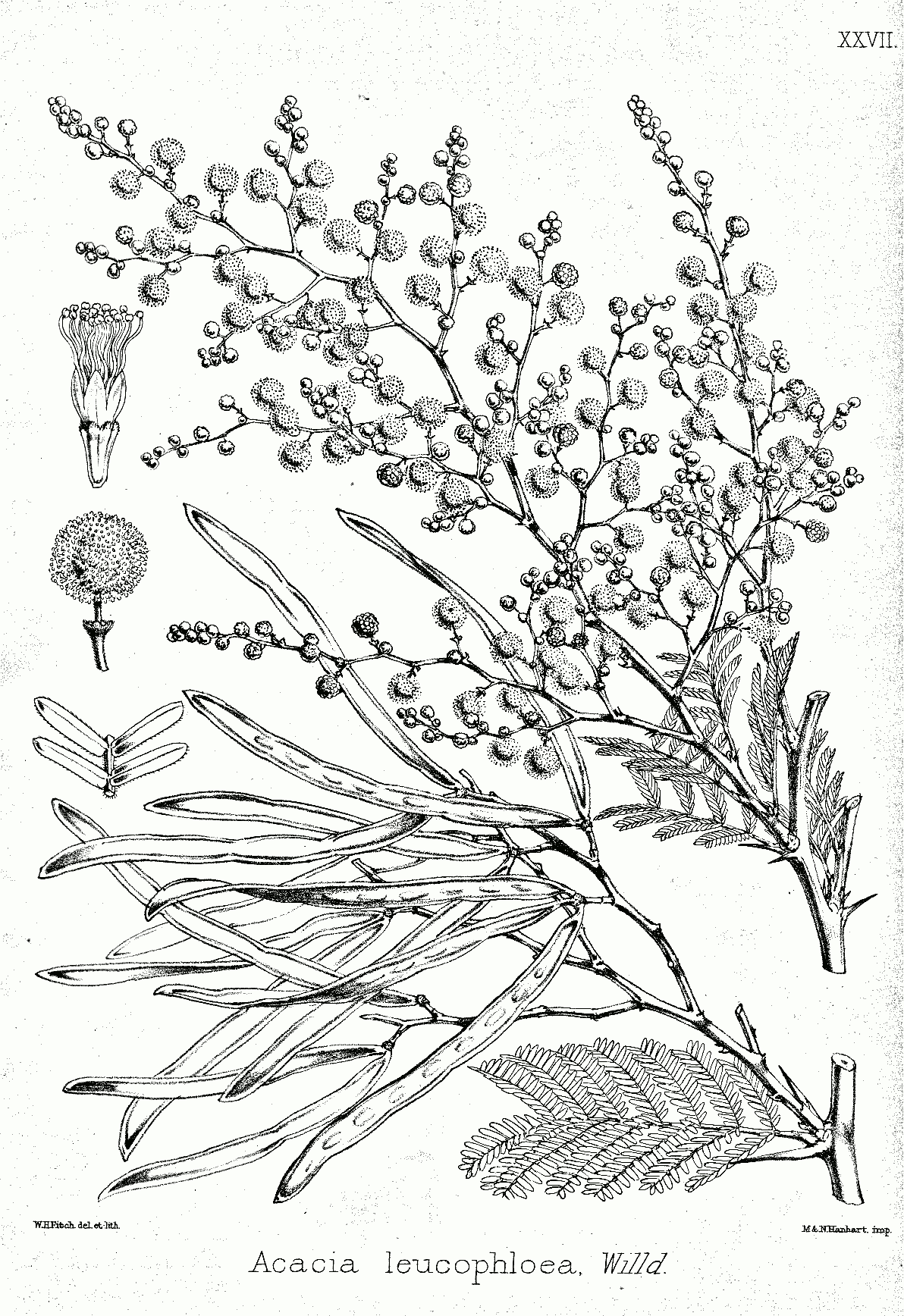
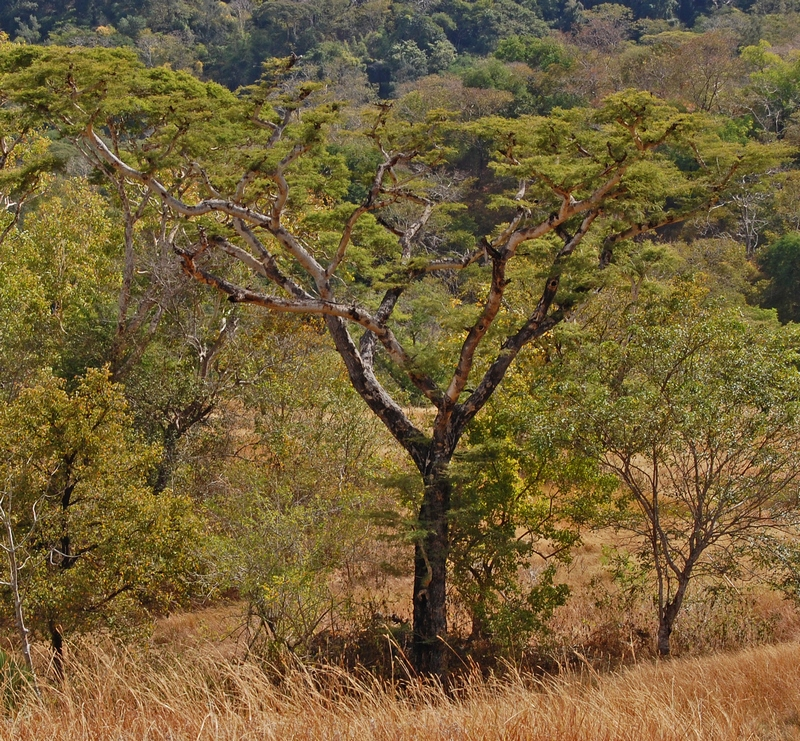